# Erispoe
Erispoe (en francés: Erispoë, en latín: Herispoius, Herispogius, o Respogius) fue duque de Bretaña desde 851 hasta su muerte el 2 o el 12 de noviembre de 857. Tras la muerte de su padre Nominoe dirigió una campaña militar contra los francos que culminó con la victoria en la batalla de Jengland. Desde ese momento será denominado "Rey de Bretaña", pero esto indica únicamente que recibió una regalia y no que fuera rey por concesión imperial; ni siquiera figura así en sus propios diplomas.
Los títulos registrados para Erispoe incluyen los de provinciæ Brittaniæ princeps, dux Brittonum, y rex tyrannicus Brittonum. Este último significa "rey tirano [usurpador] de Bretaña", pero no hay testimonios en otras fuentes de que Erispoe estuviera usurpando la regalia en Bretaña en la época (857). Quizá sea fruto de la disputa franca por el título. Regino de Prüm le llama "rex Brittonum".

## Guerra con los francos
Erispoe era hijo de Nominoe y su esposa Argentaela, pero la fecha de su nacimiento es desconocida. Participó en las campañas de su padre para apoderarse de los condados de Rennes y Nantes. En 843, en alianza con Lamberto II de Nantes, Erispoe se puso al frente del ejército bretón mientas su padre estaba enfermo. Lambert había sido expulsado como gobernante de Nantes por Carlos el Calvo, rey de Francia Occidental, que había instalado en el trono a Renaud d'Herbauges. Erispoe fue derrotado por el Conde Renaud en una emboscada, pero consiguió reunir nuevamente a sus tropas y derrotó a los francos poco después en Blain, donde moriría Renaud.
Tras recuperarse, Nominoe volvió a la acción. La victoria de Erispoe en Blain le había asegurado el control de Nantes y Rennes, así que se adentró en territorio franco, consiguiendo la victoria en Ballon en 845. Se inició un periodo de tregua, pero después de que Carlos volviera a recuperar Nantes, Nominoe y Erispoe reiniciaron las hostilidades en 849. Durante la campaña, Nominoe falleció repentinamente y Erispoe fue proclamado líder, pero fue inmediatamente atacado por Carlos el Calvo, su Suzerano nominal. Carlos cruzó el río Vilaine al frente de su ejército, pero fue derrotado por Erispoe y sus aliados en la decisiva Batalla de Jengland el 22 de agosto de 851.

## Tratado de Angers
Erispoe se reunió con Carlos en Angers (posiblemente en secreto) en los días posteriores a la batalla y concluyó un tratado de paz a cambio de ser investido con los condados de Rennes y Nantes. Al sur del Loira, le fue entregado el Pays de Retz, desgajado del condado de Poitou. Carlos y Erispoe crearon también una alianza al ejercer Carlos de padrino en el bautizo del hijo de Erispoe, Conan. Finalmente, en 851, Carlos entregó a Erispoe regalia reales (al menos vestimentas), y Erispoe, a cambio, le prestó homenaje y juró fidelidad.
Según los Annales Bertiniani, la hija de Erispoe (innominada en las fuentes) fue prometida en matrimonio en Louviers al hijo de Carlos en febrero de 856, Luis el Tartamudo, que recibió el ducatus Cenomannicus como subreino de Neustria con Le Mans como capital. Con el consentimiento de los magnates francos, Luis recibió el regnum Neustriae de Erispoe:

El rey Carlos, habiendo hecho la paz con Erispoe de Britania, la hija del cual fue prometida a su hijo Luis, entregó el ducado de Maine hasta el camino de Paris a Tours como duque.
Karlus rex cum Respogio Brittone paciscens, filiam eius filio suo Ludoico despondet, dato illi ducatu Cenomannico usque ad viam quae a Lotitia Parisiorum Cesaredunum Turonum ducit.
Annales Bertiniani (856)

Erispoe permaneció en paz con Carlos el resto de su reinado desde Jengland y gobernó como un oficial carolingio, con la dignidad añadida de consors regni (consorte real). El uso de sello real por Erispoe ha llevado a la falsa creencia de que fue rey (rex), pero en realidad recibió el derecho al uso del sello de Carlos, que usaba un sello imperial.

## Últimos años
Erispoe, al igual que su padre, fue un gran benefactor de la abadía de Redon; su principal centro estuvo ubicado en el Vannetais y en sureste de Bretaña (incluso más al este que su padre). En 853, Nantes fue saqueada por los vikingos. Erispoe luchó contra ellos durante varios años, pero concluyó cuando estos partieron de la zona años después.

## Familia y sucesión
Erispoe tuvo al menos dos hijos con su esposa Marmohec, un niño llamado Conan y una hija, que finalmente se casaría con Gurvand, rey de Bretaña.
Erispoe murió en noviembre de 857, asesinado por su primo y sucesor Salomón con la ayuda de un tal Almarchus. Fue enterrado en la abadía de Redon.